# Léonid Brejnev
« Brejnev » redirige ici. Pour les autres significations, voir Brejnev (homonymie).
Léonid Ilitch Brejnev (prononcé, en français, /le.o.nid i.litʃ bʁɛʒ.nɛf/ en russe : Леони́д Ильи́ч Бре́жнев, /lʲɪɐˈnʲit ɪˈlʲjitɕ ˈbrʲeʐnʲɪf/  ; en ukrainien : Леоні́д Іллі́ч Бре́жнєв), né le 6 décembre 1906 (19 décembre dans le calendrier grégorien) à Kamenskoïe et mort le 10 novembre 1982 à Moscou, est un homme d'État soviétique d'origine ukrainienne, secrétaire général du Parti communiste de l'Union soviétique, et donc principal dirigeant de l'URSS de 1964 à 1982. Il fut en outre président du Præsidium du Soviet suprême (fonction honorifique de chef de l’État) à deux reprises, de 1960 à 1964 et de 1977 à 1982.
Son autorité, d'abord partagée, s'affirma progressivement à la tête du Parti et de l'État, atteignant son apogée durant les années 1970, avant que la vieillesse et la maladie ne limitent progressivement son rôle politique au profit des membres de la nomenklatura.

## Biographie

### Enfance et années de formation

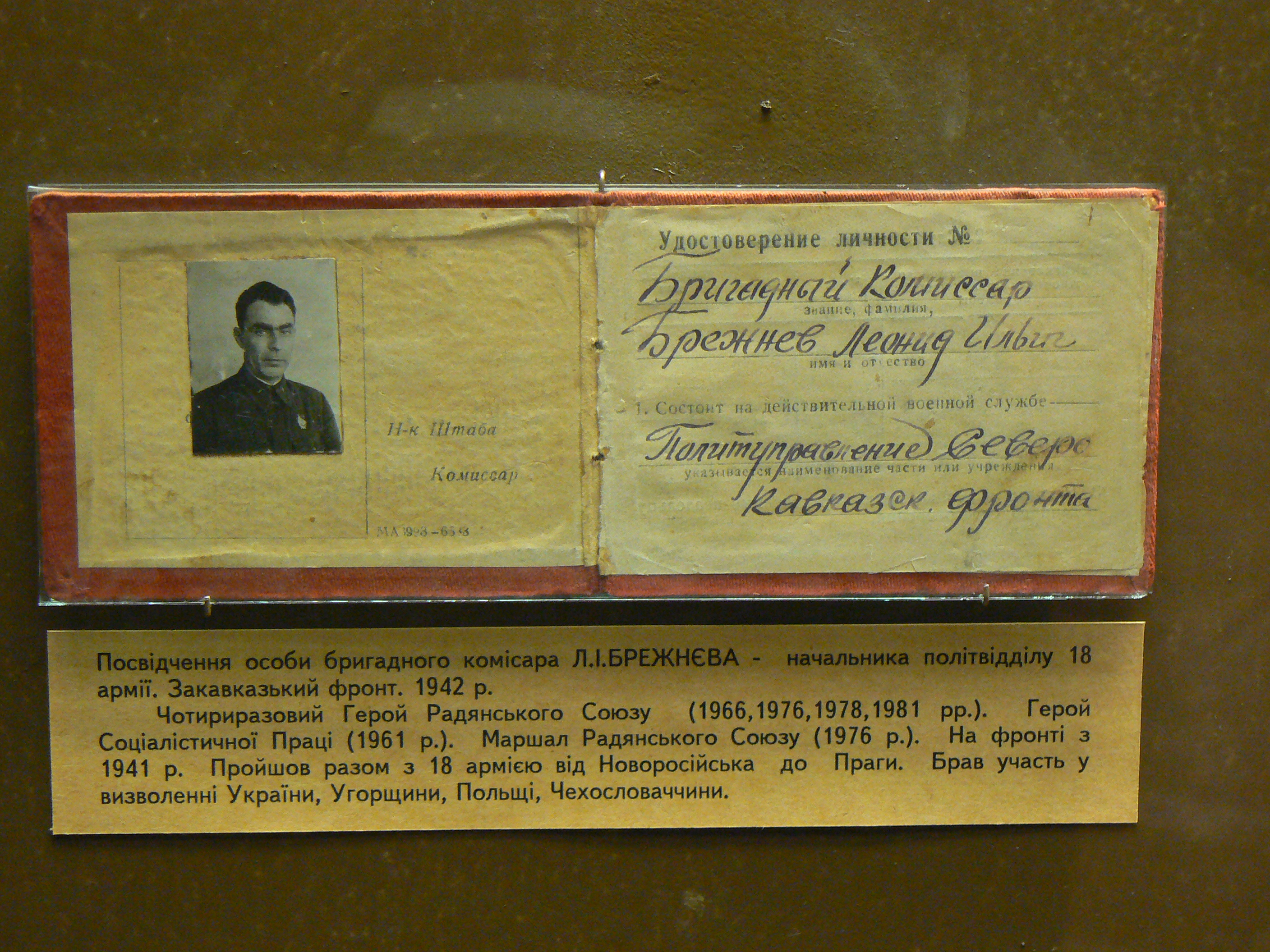
Carte d'identité de Léonid Brejnev avec photo de 1941.

Léonid Brejnev naît à Kamenskoïe (Dniprodzerjynsk de 1936 à 2016), dans le gouvernement de Iekaterinoslav (actuelle Ukraine) en 1906, fils d'un métallurgiste russe. Comme de très nombreux jeunes prolétaires aux temps de la révolution russe il reçoit une éducation technique, en gestion du territoire puis en métallurgie. Une fois diplômé, il devint ingénieur dans l'industrie métallurgique de l'Est de l'Ukraine. Il intègre en 1923 l'organisation de jeunesse du Parti communiste, le Komsomol, puis le Parti lui-même en 1931.
En 1935-1936, il fait son service militaire obligatoire. D'abord engagé dans un corps de blindés, il suit des cours sur les chars d'assaut avant de servir finalement comme commissaire politique. Il devient ensuite directeur du collège technique de métallurgie de Dniprodzerjynsk. Il est rapidement transféré au centre régional de Dniepropetrovsk, dont il devient en 1939 le secrétaire du Parti chargé des importantes industries militaires de la ville.
Il fait partie de la génération de Soviétiques qui ne connurent pas la période ayant précédé la révolution russe, trop jeunes même pour avoir participé aux luttes pour la succession de Lénine au poste de dirigeant du parti en 1924. Au moment où il entre au Parti, Joseph Staline en était déjà le maître incontesté ; Brejnev, comme beaucoup d'autres jeunes communistes, trouva dans le système stalinien un chemin tout tracé. Les membres du Parti qui avaient survécu aux grandes Purges de 1937-1938 obtinrent des promotions rapides, puisque ces éliminations ouvraient de nombreux postes dans les niveaux haut et moyen du parti et de l'État : Brejnev est le modèle même de ces carrières fulgurantes.

### La guerre (1941-1945)
En juin 1941, l'Allemagne nazie envahit l'Union soviétique et Brejnev participe à l'évacuation des industries de Dniepropetrovsk, avant que la ville ne tombe entre les mains des Allemands, le 23 août 1941. Comme la plupart des membres du Parti de rang moyen, il est enrôlé dans l'Armée rouge comme commissaire politique. En effet, l'Armée rouge suivait le principe du double commandement : toutes les formations militaires étaient sous les ordres d'un officier professionnel et d'un commissaire politique. En octobre, Brejnev devient délégué de l'administration politique pour le front du Sud, avec rang de commissaire de brigade.

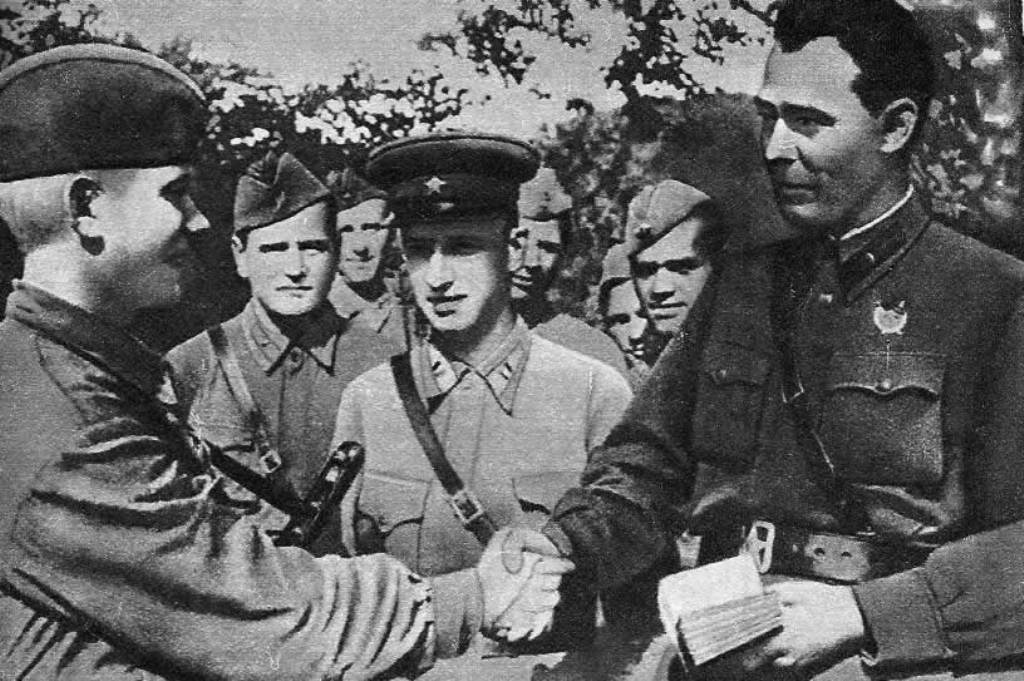
Brejnev (à droite) en 1942, commissaire politique

En 1942, à la suite de la dissolution du front du Sud, balayé par l'offensive d'été allemande, Brejnev est nommé délégué politique du front de Transcaucasie. En avril 1943, alors que l'Armée rouge multiplie les offensives destinées à reconquérir l'Ukraine, il devient chef du département politique de la 18e armée qui est affectée au Premier front ukrainien. Le commissaire politique responsable de ce front n'est autre que Nikita Khrouchtchev, le futur mentor de Brejnev. Les deux hommes s'étaient rencontrés pour la première fois en 1931 et Khrouchtchev avait déjà soutenu Brejnev au début de sa carrière. À la fin de la guerre, Brejnev occupe le poste de commissaire politique du Quatrième front ukrainien qui entre à Prague après la capitulation allemande.

### L'après-guerre: l'ascension politique
En août 1946, il quitte l'Armée rouge avec le rang de major-général. Il vient de passer la totalité de la guerre comme commissaire politique et non comme militaire.
Après avoir participé aux projets de reconstruction de l'Ukraine, il devient premier secrétaire du parti à Dniepropetrovsk. En 1950, il devient délégué au Soviet suprême. La même année, il est nommé premier secrétaire du Parti en Moldavie. En 1952, il devient membre du Comité central et candidat (membre de second rang) du Politburo.
Cette ascension fulgurante jusqu'aux sommets du Parti n'aurait pas été possible sans le soutien permanent de Nikita Khrouchtchev, qui domine depuis les années 1930 l'organisation bureaucratique et politique de l'Ukraine.
À la mort de Staline, en mars 1953, alors que la succession est encore incertaine, la taille du Politburo est réduite, Brejnev n'en fait pas partie. À titre de compensation, il est nommé chef du directoire politique de l'armée et de la marine, au grade de lieutenant général, une place très importante. Cette promotion est probablement due au nouveau pouvoir de son mentor Khrouchtchev, qui succède à Staline comme Premier Secrétaire du Parti et, comme son prédécesseur, en fait progressivement le principal centre du pouvoir. En 1955 Brejnev est nommé premier secrétaire du Parti au Kazakhstan, un poste stratégique.
En février 1956, Brejnev est rappelé à Moscou pour contrôler l'industrie militaire, le programme spatial soviétique, l'industrie lourde et les grands travaux d'infrastructure. Il est désormais un personnage clé et en juin 1957, il soutient Khrouchtchev dans sa lutte contre la vieille garde stalinienne menée par Viatcheslav Molotov, Gueorgui Malenkov et Lazare Kaganovitch pour la direction du Parti. La défaite de ces derniers lui ouvre les portes du Politburo.
En 1959, Brejnev devient Secrétaire du Comité central et le 5 mai 1960 obtient le titre de Président du Præsidium du Soviet suprême, c’est-à-dire de chef de l'État. Ce poste ne conférait pas de réels pouvoirs, mais permettait d'aller à l’étranger, ce qui éveilla chez Brejnev un goût indéfectible pour les objets de luxe occidentaux. Il est alors âgé de 53 ans.
Jusque vers 1962, la place de Khrouchtchev comme chef du Parti est solide, mais les performances économiques décevantes, les réformes brouillonnes de l'éducation et de l'appareil économique, et ses tirades de plus en plus grandiloquentes et imprévisibles commencent à inquiéter ses pairs. En apparence, Brejnev demeure loyal mais, à partir de 1963, il prend part à un complot, aux côtés notamment d'Alexis Kossyguine, d'Alexandre Chélépine et de Nikolaï Podgorny, avec pour but de remplacer Khrouchtchev. Cette année-là, il succède à Frol Kozlov (en) comme premier Secrétaire du comité central et devient par ce poste le successeur officiel de Khrouchtchev. Le 14 octobre 1964, alors que Khrouchtchev est en vacances, les conspirateurs convoquent le Comité central, qui les adoube et transmet à Khrouchtchev l'annonce de sa propre démission. Brejnev devient Premier Secrétaire du Parti, et par conséquent dirigeant principal de l'Union soviétique, Alexeï Kossyguine devient lui Président du conseil des ministres. Le dernier défenseur de Khrouchtchev, Anastase Mikoyan, récupère pour un an la présidence du Soviet suprême avant de l'abandonner à Nikolaï Podgorny.

### À la tête de l'URSS

#### Politique intérieure

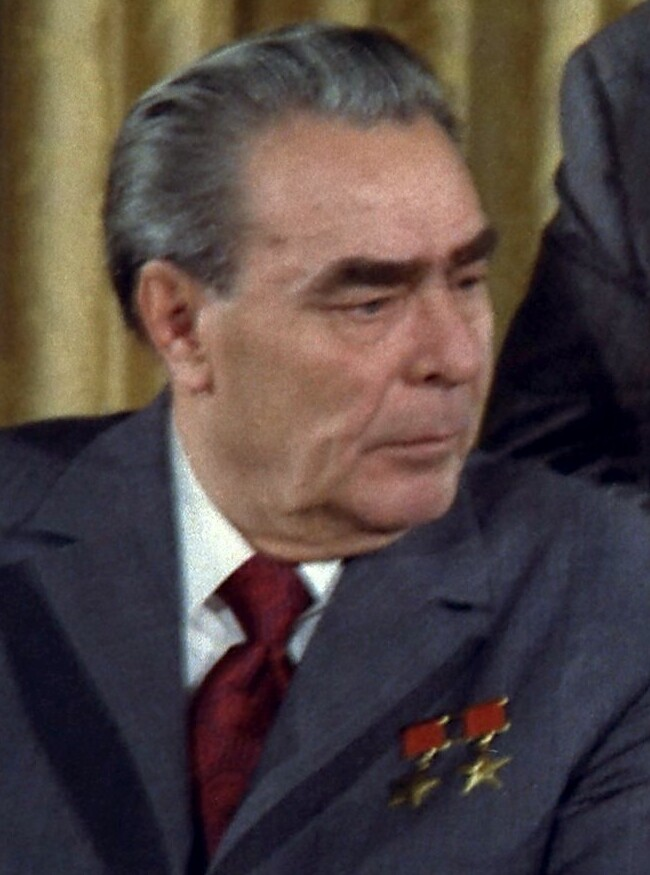
Brejnev en 1973.

Pendant les années Khrouchtchev, Brejnev avait approuvé la dénonciation de la dictature de Staline, la réhabilitation des victimes des purges et la libéralisation limitée de la vie politique et intellectuelle soviétique. Mais dès qu'il prend le pouvoir, le processus est interrompu ; sans retour aux méthodes terroristes de gouvernement, on peut cependant assister à une réhabilitation insidieuse de Staline, et à l'étouffement progressif de la liberté de ton des intellectuels. Dans un discours en mai 1965 commémorant le vingtième anniversaire de la défaite de l'Allemagne, Brejnev mentionne Staline d'une manière positive pour la première fois. Le 8 avril 1966, il prend le titre de Secrétaire général du PCUS, que Khrouchtchev avait remplacé par celui de Premier Secrétaire. En 1966, le procès des écrivains Iouli Daniel et Andreï Siniavski, inédit depuis l'époque stalinienne, marque le retour d'une chape de plomb sur la vie culturelle soviétique. Dirigée par Iouri Andropov, la police politique (le KGB) se voit octroyer des pouvoirs de contrôle et de répression accrus et perfectionnés contre toute forme de dissidence. Le 22 janvier 1969, Brejnev est l'objet d'une tentative d'assassinat par un déserteur de l'armée soviétique qui se trompera de cible.
Ce qui est caractéristique de Brejnev est son orthodoxie communiste et son conservatisme marxiste-léniniste, ainsi que la situation économique et industrielle des années 1970 dites de la stagnation. Il qualifia la société soviétique de « Socialisme développé » ou « socialisme réel », une déclaration qui n'appelait donc pas à des réformes essentielles (le communisme intégral n'est plus évoqué cependant),.
Durant les années 1970, Brejnev consolide sa position dominante au sein des instances dirigeantes. En juin 1977, il oblige Podgorny à prendre sa retraite et redevient nominalement chef de l'État. Kossyguine conserve le poste de Président du conseil des ministres jusqu'à sa mort en 1980, mais en jouant un rôle de plus en plus effacé, le Politburo étant de plus en plus dominé par les partisans de Léonid Brejnev. Le 7 mai 1976, il se nomme lui-même Maréchal de l'Union soviétique, à l'imitation de Staline. Les chefs de l'armée, sans en être ravis, acceptent cette fantaisie, leurs privilèges, pouvoir et prestige n'ayant alors jamais été aussi hauts, tout en cumulant des dépenses militaires accrues et la glorification de la grande guerre patriotique.
Cependant, la politique soviétique sur le plan international et celle de Brejnev en politique intérieure dépendaient de l'économie de l'Union soviétique. Or celle-ci devient stagnante à partir de 1975 et montre même des signes de déclin. Le retard de l'agriculture en est un exemple. Malgré l'industrie lourde, l'URSS obtient des rendements tellement médiocres que des importations de blé s'avèrent indispensables.
Les énormes dépenses pour les forces armées et dans une moindre mesure pour le programme spatial soviétique faisaient négliger les besoins de base comme l'habitat. L'importance grandissante de l'économie informelle (on utilisait alors l'euphémisme « l'économie de l'ombre », en fait le marché noir) était une sorte de réponse, mais elle entraînait une corruption généralisée. Le goût personnel de Brejnev pour les voitures en est une illustration.
De plus, dans les années 1970-1980, son gendre le général Iouri Tchourbanov (en), fut impliqué tout comme le dirigeant ouzbek de l'époque, Charaf Rachidov, dans la célèbre affaire du coton ouzbek, où des sommes importantes furent détournées par le truchement de falsifications des statistiques : ce fut d'ailleurs la plus importante fraude de l'ère soviétique.
« Cependant la crise du logement urbain qui se traduisait en 1964 par la prédominance de l'appartement communautaire partagé par plusieurs familles fut en grande partie surmontée. En 1982, 80 % des ménages soviétiques disposaient en ville d'un logement individuel ».
Les dernières années de son règne furent marquées par un culte de la personnalité omniprésent atteignant un sommet pour son soixante-dixième anniversaire en décembre 1976. Cette propagande n'inspirait cependant ni respect ni peur à une population qui se moquait de lui au travers de blagues russes. Brejnev s'intéressait surtout aux questions internationales en laissant les questions internes à ses subordonnés. Parmi ceux-ci, le responsable de l'agriculture, Mikhaïl Gorbatchev, devint de plus en plus convaincu qu'une réforme fondamentale était nécessaire.
Selon les mémoires de Noursoultan Nazarbaïev dans son livre « Ma vie », environ un millier de personnes étaient présentes à Alma-Ata lors d’une réception organisée en l’honneur de Brejnev dans le foyer du théâtre Aouézov. Lorsque les invités ont pris place, Dinmoukhammed Kounaïev a proposé de porter un toast pour Brejnev. Mais à peine les invités ont-ils dégusté et posé leurs coupes que Brejnev se lève brusquement et se dirige vers la sortie. Tous les dirigeants de la République l’ont suivi. Brejnev est sorti, il a rejoint sa voiture et, en une minute, tout le cortège est parti. Selon Nazarbaïev, il était clair que Brejnev avait oublié le but de sa visite au théâtre, et son entourage a fait semblant de ne pas remarquer son état grave.

#### Politique internationale

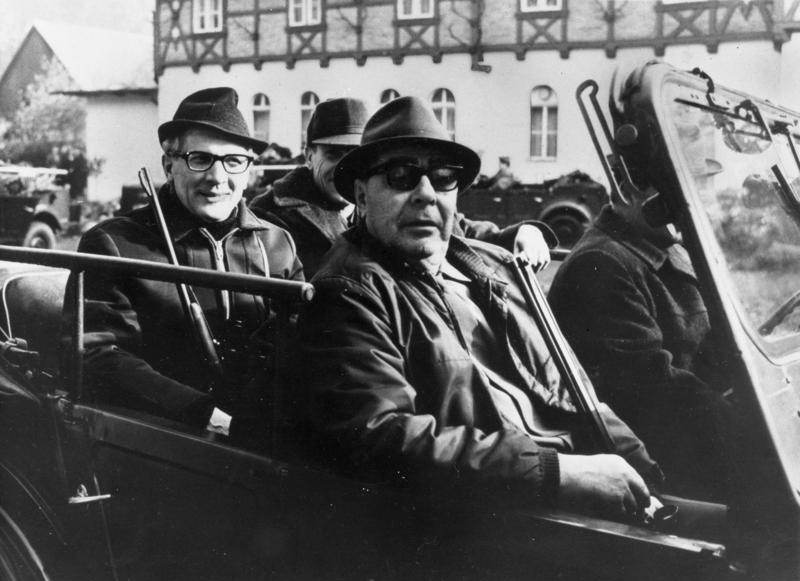
Léonid Brejnev et Erich Honecker en 1971

Lorsque Brejnev arrive au pouvoir, la puissance soviétique semble moins solide dans l'arène internationale qu'à la fin de l'époque stalinienne, tant au sein du bloc communiste que dans la confrontation continue avec les États-Unis. La crise de Cuba avait marqué les limites de la surenchère nucléaire, et les succès initiaux de la Course à l'espace ont été éclipsés par l'incapacité soviétique à envoyer un cosmonaute sur la Lune. Aux États-Unis, la présidence Kennedy, malgré la signature du traité de Moscou en août 1963, est marquée par une relance massive de la course aux armements nucléaires et conventionnels, qui donnèrent à la puissance américaine une supériorité militaire écrasante sur la puissance soviétique. Brejnev se fit fort de la combler, d'imposer la parité nucléaire et de créer une marine.
Envers les pays satellites est-européens, la position adoptée par les dirigeants soviétiques, rapidement surnommée « doctrine Brejnev » ou « souveraineté limitée » est sans ambivalence, comme en témoigne l'affaire tchécoslovaque. En 1968, la tentative du dirigeant communiste local Alexander Dubček de libéraliser largement le système politique et économique, suivant le slogan du socialisme à visage humain, éveille vite le scepticisme de Moscou, qui craint de voir se répéter les événements hongrois de 1956. Dès juillet, Brejnev dénonce le Printemps de Prague comme « révisionniste » et « antisoviétique ». Le 21 août 1968, après des pressions infructueuses sur Dubček, Brejnev ordonne l'invasion du pays par les forces du Pacte de Varsovie, qui remplacent le gouvernement par des hommes dévoués à l'Union soviétique. Cette intervention brutale marque pour deux décennies les limites de l'autonomie que Moscou laissait à ses satellites,. Cependant il laisse la Roumanie de Nicolae Ceaușescu, qui ne participe pas à l'intervention, libre de ses choix internationaux — le pays développa une politique autonome mais sans rompre avec les principes du socialisme (en) —, et l'Albanie d'Enver Hoxha, en signe de protestation, se retirer à la fin de l'année du pacte de Varsovie,, et du Comecon. La réconciliation de Khrouchtchev avec Tito en 1955 n'est pas remise en cause. Défiant tous les pronostics occidentaux alarmistes sur une prochaine invasion de la Yougoslavie par l'URSS, Brejnev se rend en mai 1980 aux obsèques du chef d'état yougoslave, à l'agonie depuis plusieurs mois.
Durant sa période de responsabilités, les relations avec la république populaire de Chine continuent en revanche à se dégrader, jusqu'à de meurtriers affrontements frontaliers en 1969, largement tenus secrets par les deux États. Le rétablissement des relations sino-américaines, au début de 1971, marque une nouvelle phase dans les relations internationales ; en 1972, le président Nixon se rend en Chine pour rencontrer Mao Zedong. Ce rapprochement, qui fissure profondément l'unité jusqu'alors proclamée du bloc communiste, convainc cependant Brejnev de la nécessité de mener une politique de détente avec l'Occident, afin de prévenir la formation d'une dangereuse alliance antisoviétique. La réconciliation est prônée après une déclaration de Brejnev en 1982 à Bakou, lui redorant provisoirement le blason. Le régime communiste chinois, indisposé par la nouvelle politique américaine très favorable à Taïwan et perplexe face à la naissance du syndicat Solidarnosc, ne condamne pas la répression en Pologne. Aussi répond-il favorablement à l'appel de Bakou, au point d'envoyer une délégation à Moscou pour les obsèques de Brejnev. Ces évènements scellent aux yeux du monde un début de réconciliation et démentent les pronostics des années 1960 et 1970 selon lesquels l'URSS et la Chine entreraient un jour en guerre.

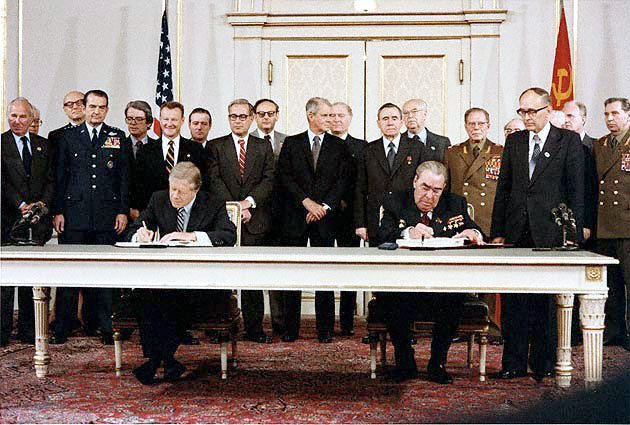
Signature du Traité sur la limitation des armements stratégiques SALT II le 18 juin 1979 à Vienne par Jimmy Carter et Leonid Brejnev

Cette politique est inaugurée par la visite de Richard Nixon à Moscou en mai 1972, et la signature à cette occasion de l'accord SALT I de limitation des arsenaux nucléaires. Au Vietnam, malgré le minage du port d'Haïphong le 8 mai 1972, à l'origine d'une certaine « froideur » dans l'accueil de Nixon à Moscou, l'URSS contribue à la signature des accords de Paris le 27 janvier 1973. Le zénith de la détente est la signature de l'Acte final d'Helsinki en 1975 entre l'URSS et l'ensemble des États européens et nord-américains. Les Soviétiques voient un succès fondamental dans la reconnaissance par l'Ouest des frontières issues de la Seconde Guerre mondiale. L'Union soviétique accepte en contrepartie que les États participants respectent les Droits de l'homme et les libertés fondamentales, y compris de conscience et religieuses. Ces principes ne furent appliqués que quelque temps, mais les opposants internes aux régimes communistes ne cessèrent dès lors de s'en prévaloir à l'encontre du pouvoir, notamment les dissidents soviétiques, tels Andreï Sakharov, qui formèrent le Groupe Helsinki de Moscou. D'autre part, le problème de l'émigration des juifs soviétiques devient une source d'irritation croissante qui ne peut être aplanie lors de la rencontre entre Brejnev et le président Gerald Ford à Vladivostok en novembre 1974. Un peu plus tard, l'URSS préfère même rompre au nom du respect de sa souveraineté un accord économique américano-soviétique qui stipulait l'obligation de laisser émigrer des Juifs en Israël.
Cependant en novembre 1974 en matière de droits de l'homme, hors de la question juive, à l'occasion de la première rencontre Ford-Brejnev un pêcheur soviétique, Simas Kudirka, condamné quelques années plus tôt à 10 ans de détention dans les camps, pour avoir tenté en novembre 1970 de fuir sur un cargo américain, est libéré et remis avec sa femme, ses deux enfants et sa mère à la délégation des États-Unis. Dans les mois qui suivent la signature début août 1975 de l'Acte final d'Helsinki, Brejnev effectue d'autres gestes d'apaisement. Il fait libérer plusieurs prisonniers politiques et laisse partir quelques dissidents. Dans le domaine de l'émigration, il fait diminuer le coût du visa de sortie, réduire les conditions exigées au départ et raccourcir la période d'attente pour les cas de deuxième demande. Il en résulte une légère augmentation du nombre de visas de sortie durant le premier semestre 1976. Pour autant les refuzniks sont toujours persécutés. Hors de l'Acte final d'Helsinki, le 18 décembre 1976, Léonid Brejnev et le général Pinochet échangent deux prisonniers politiques : le communiste chilien Luis Corvalan et le dissident soviétique Vladimir Boukovski.
Le dégel économique est-ouest n'en est pas moins plus rapide que le dégel politique, notamment entre les satellites soviétiques et l'Europe de l'Ouest, avec une augmentation des échanges commerciaux et des coopérations techniques, mais aussi avec l'Union soviétique. Parmi les exemples les plus emblématiques, la production sous licence d'automobiles Fiat 124 par le combinat Lada (modèle qui a lancé la marque soviétique) à partir de 1966, ou encore la production de sodas par Pepsi-Cola en URSS à partir de 1974. Peu après la CSCE, le 21 août 1975, sur demande soviétique, le président Gerald Ford doit faire un geste économique et politique sur Cuba, membre du COMECON depuis 1972. Il lève partiellement le blocus qui pèse sur l'ile depuis février 1962. Tout en maintenant l'embargo des États-Unis sur l'île, il laisse à chaque pays membre de l'Organisation des États américains (OEA) (dont le Canada, signataire de l'Acte final d'Helsinki) le droit d'échanger et de commercer avec Cuba. Sur le plan culturel, en 1975 et 1976 les cinémas américain et soviétique coproduisent un film, l'Oiseau bleu. D'après Lilly Marcou, Brejnev « reste dans l'Histoire comme le responsable de l'intervention à Prague en août 1968 et à Kaboul en décembre 1979. Il fut manipulé par Gomulka et Ulbricht pour l'invasion de la Tchécoslovaquie, par Fidel Castro lors de l'aide accordée aux mouvements révolutionnaires en Amérique latine et en Afrique, et par les militaires soviétiques pour l'intervention en Afghanistan ».
Dans les années 1970, l'Union soviétique atteint l'apogée de son pouvoir politique et stratégique par rapport au rival américain, déstabilisé par la défaite finale au Vietnam et le scandale du Watergate. Les accords SALT I en 1972, puis SALT II en 1979 aboutissent à la parité nucléaire entre les deux Grands. En 1963, il avait suffi de deux à trois mois pour qu'en octobre 1963 le traité de Moscou signé début août sur l'interdiction des essais nucléaires dans l'espace soit ratifié. Les accords SALT 1 sont ratifiés par le Sénat américain à peu près quatre mois après leur signature (fin mai—début octobre 1972). Mais en juin 1979 le même Sénat annonce que les accords SALT II ne seront probablement pas ratifiés : aux yeux des sénateurs, la détente profite davantage à l'URSS qu'aux États-Unis. Et six à sept mois plus tard au moment de l'intervention soviétique en Afghanistan — qui constitua la raison officielle de la renonciation de Carter — ils ne l'étaient toujours pas. L'administration Carter n'envoya jamais un de ses membres pour tenter de convaincre les sénateurs de la nécessité de faire honorer les engagements du président vis-à-vis de l'URSS à Vienne . Au contraire bien avant le 27 décembre 1979, Jimmy Carter décida de durcir sa politique étrangère vis-à-vis de l'URSS et de ses alliés. Le 3 juillet 1979, il signa un finding (ordre exécutif) autorisant pour la première fois un soutien à la guérilla anticommuniste moudjahidine. En 1998, le conseiller à la sécurité nationale de Carter, Zbigniew Brzezinski, laissa entendre dans une interview que cette opération avait été un piège pour provoquer Moscou à engager ses troupes sur le terrain. Par ailleurs, quelques semaines plus tôt le 14 décembre 1979 fut prise la Double Décision de l'OTAN, début de la Crise des Euromissiles, et encore avant le 12 est annoncée par Jimmy Carter l'augmentation du budget militaire des États-Unis de 5 % pour cinq ans. En septembre 1979 l'Administration Carter dénonce la présence d'une brigade soviétique à Cuba qui en réalité s'y trouvait depuis la crise des missiles, au vu et au su de tous les successeurs du président Kennedy (à titre de garantie pour le respect de l'accord Kennedy-Khrouchtchev). Certes, sous la direction de l'amiral Sergueï Gorchkov, l'Union soviétique devient un pouvoir naval mondial pour la première fois, et par le truchement de Cuba intervient militairement jusqu'en Afrique. Mais cette puissance conduit notamment l'Union soviétique à un paradoxe dans cette région : en Angola, les militaires soviétiques, cubains et est-allemands protègent le régime marxiste allié d'Agostinho Neto puis de José Eduardo dos Santos, en sécurisant les puits de pétrole exploités par les compagnies occidentales, notamment Exxon. L'URSS subit malgré tout un échec cuisant au Proche-Orient : elle perd son allié égyptien après a mort de Nasser en septembre 1970. Son successeur Anouar-El-Sadate prend progressivement ses distances avec Brejnev et, à partir de 1974, choisit l'alliance avec les États-Unis, malgré la signature d'un traité militaire en 1971 et l'aide active de l'URSS pendant la guerre du Kippour à l'automne 1973. L'URSS est évincée des négociations qui aboutissent, à l'été 1978, à la signature des accords de Camp David entre l'Égypte et Israël sous l'égide des États-Unis. Malgré ce revers et sa diplomatie hasardeuse entre le bloc de l'Ouest et l'Est, l'année 1977 peut être considérée comme la dernière année de stabilisation réussie de l'URSS.
Cet équilibre est rompu en effet lors de la révolution de Saur en avril 1978 en Afghanistan qui marquera un tournant et affaiblira la Russie, son système soviétique ainsi que son armée en provoquant sa fin. La décision prise fin décembre 1979 d'intervenir en Afghanistan, où un régime communiste impopulaire avait de grandes difficultés à garder le pouvoir sera fatale à l'URSS dix ans plus tard en 1989. Elle arrêta brusquement la détente allant même jusqu'à un embargo par les États-Unis et la fourniture d'armements aux rebelles afghans. Les Jeux olympiques d'été à Moscou en 1980 sont éclipsés par un boycott massif lancé par les États-Unis, en raison de la guerre afghane. Une dramatisation de l'affaire s'ensuivit.
Brejnev dut également affronter la grave crise polonaise : en août 1980 la naissance du syndicat Solidarnosc qui donne le signe d'une décrédibilisation du système du parti communiste, force ouvrière unique d'avant-garde. En France, après l'arrivée de la gauche au pouvoir, le président François Mitterrand rompt le dialogue avec Moscou à cause de ses graves divergences sur l'Afghanistan et la crise des Euromissiles, tout en maintenant la coopération économique : signature en février 1982 du contrat sur le gazoduc euro-sibérien et fermeté face aux États-Unis après juin 1982, lorsque l'administration Reagan tente d'imposer un embargo sur les fournitures technologiques. Mais elle reprend les ventes de céréales interrompues à la fin de 1979 par l'administration Carter. Malgré ses échecs diplomatiques depuis 1978-1980, la Pologne imposa une forte répression.
L'URSS de la fin des années Brejnev, en qualité de pays marxiste, n'a pas non plus perdu sa crédibilité dans le tiers monde, comme le montrent les accueils chaleureux réservés aux leaders de deux nouveaux régimes nés en 1979 : d'abord au printemps 1982 à Daniel Ortega, président de la junte sandiniste du Nicaragua, puis un peu plus tard, en juillet à Maurice Bishop de la Grenade, crédibilité provisoire dans le cas de la Grenade, du fait de l'invasion de l'ile des Caraïbes par les marines américains en octobre 1983. Avec l'élection de Ronald Reagan les années Brejnev 1981-1982 furent également un test pour la validité de l'accord Kennedy-Khrouchtchev issu de la crise des missiles de 1962 (pas d'armes offensives soviétiques à Cuba, pas d'attaque américaine contre l'île). L'équipe Reagan comme le montre le document de Santa-Fé conçu pendant l'année 1980, de multiples déclarations du président Reagan et du général Haig pendant l'année 1981, la création d'une radio libre José Marti destinée à dresser la population cubaine contre le pouvoir castriste, s'était engagée à le casser (invasion, bombardement, blocus militaire de l'île), mais ne passa jamais à l'acte, cet accord ayant été régulièrement rappelé par la partie soviétique, notamment dans la Pravda du 9 novembre 1981, rappel consacré par une augmentation considérable des livraisons d'armes à Cuba en 1981 et 1982.

### Santé et mort
La santé de Brejnev fut un sujet d'inquiétude et d'étude pour la Soviétologie. Depuis les années 1970, il souffrit d'athérosclérose, d'une dépendance aux somnifères et aurait subi plusieurs infarctus et AVC. En 1976, il aurait été en état de mort clinique et de sénilité, nécessitant une attention médicale constante. Le Kremlin imposa le secret mais plusieurs observateurs étrangers voyaient sa dégradation et indiquaient qu'il ne dirigeait pas le pays de facto,,.
En mars 1982, Brejnev fit une crise cardiaque, puis fut victime d'une chute un peu plus tard. Il mourut dans la nuit du 9 au 10 novembre 1982 à l'âge de 75 ans. Sa mort fut gardée secrète 24 heures par les dirigeants du Parti. Ses multiples mandats à la tête de l'URSS font de lui le deuxième dirigeant, par la durée, à avoir gouverné le pays.

## Vie privée
Il se maria à Viktoria Denissova (1907-1995) et eut deux enfants : Galina (en) (1929-1998) et Youri (en) (1933-2013).

## Galerie

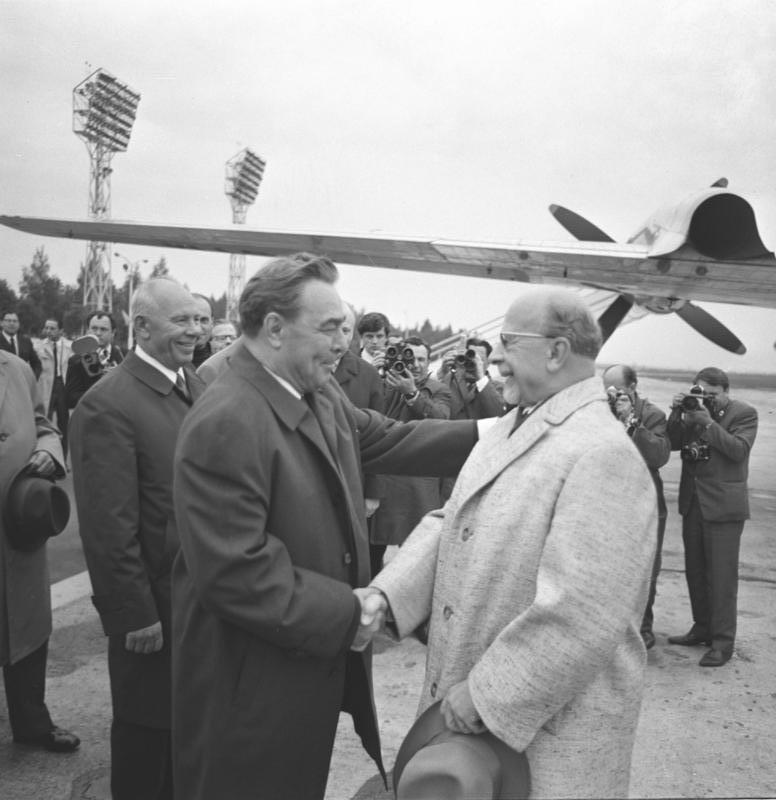
Brejnev rencontre Walter Ulbricht, le dirigeant de la RDA, le 3 juin 1969
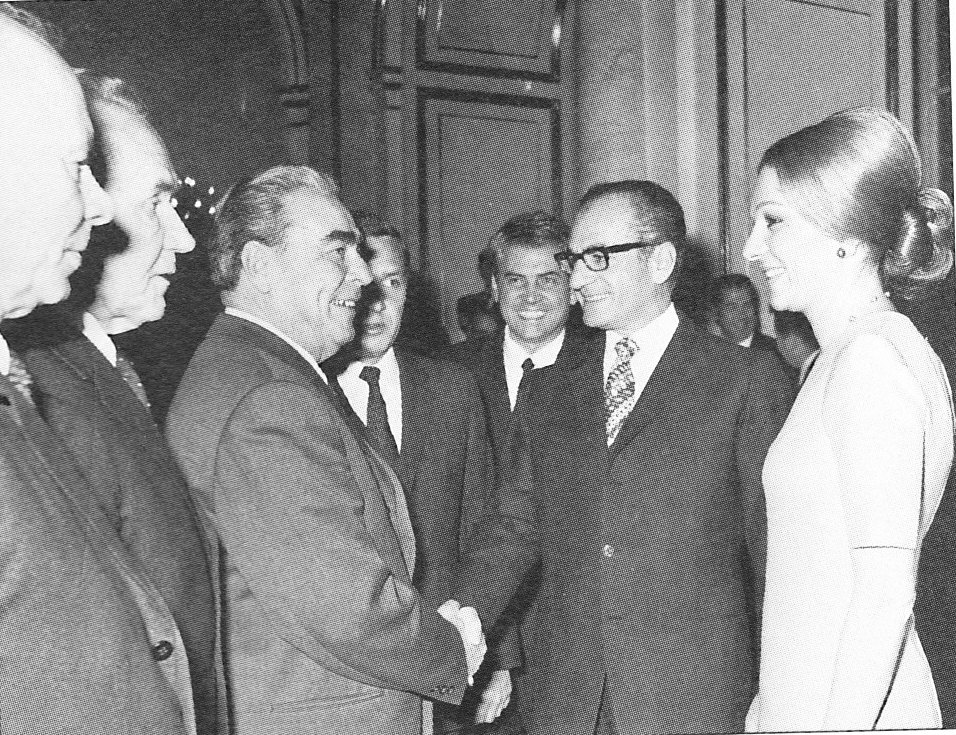
Avec le Shah d'Iran Mohammad Reza Pahlavi, et sa femme, Farah Pahlavi, à Moscou en 1969
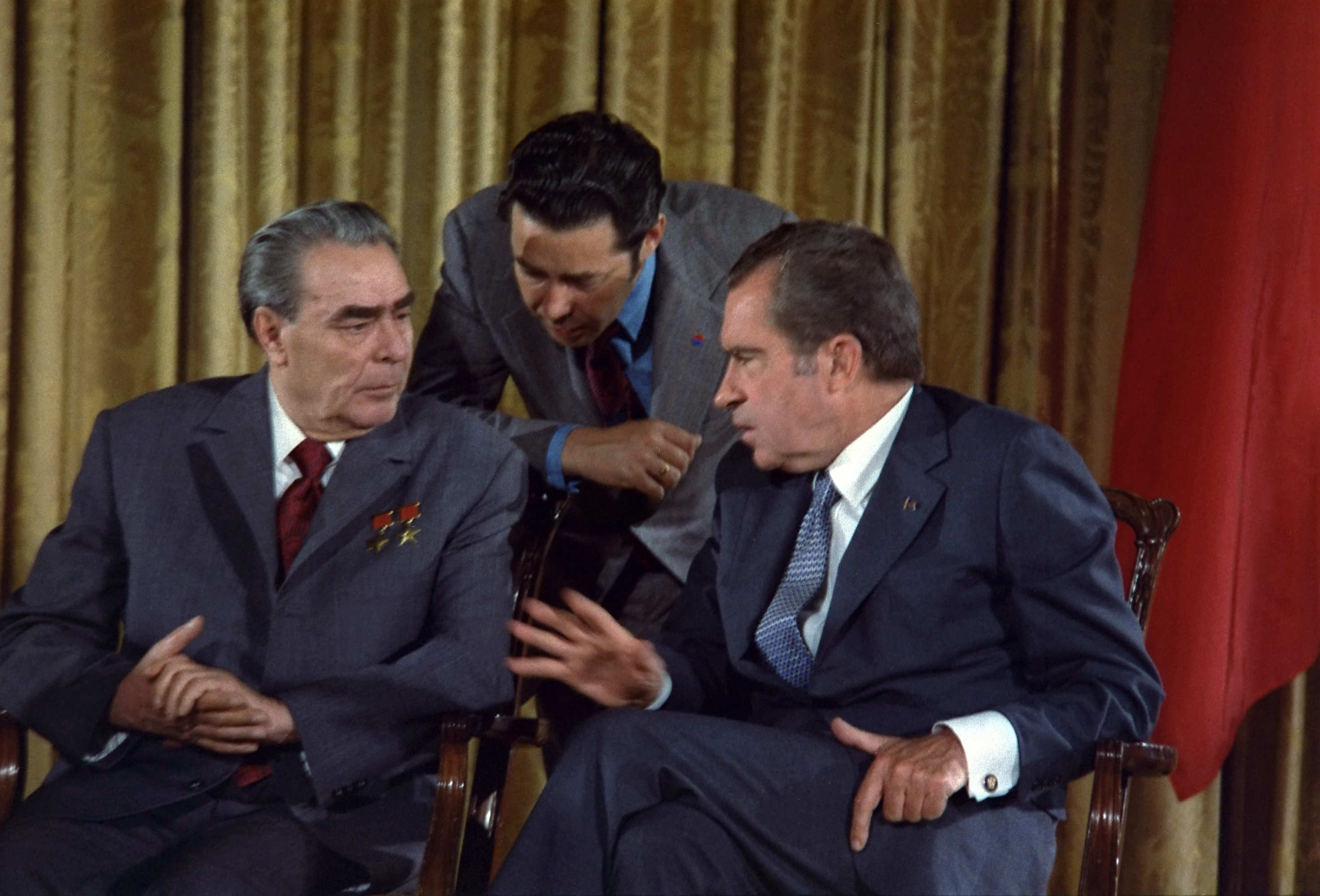
Durant sa visite officielle aux États-Unis, en 1973 Brejnev rencontre Richard Nixon
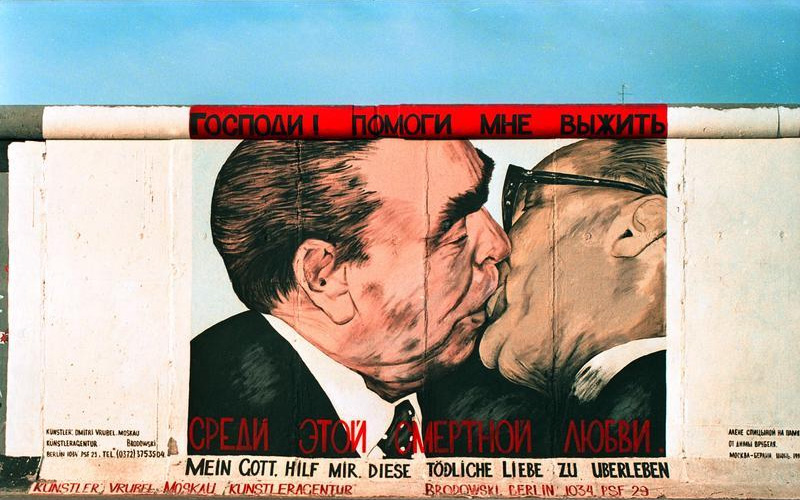
Mon Dieu, aide-moi à survivre à cet amour mortel, célèbre graffiti du Mur de Berlin représentant Brejnev embrassant avec le fameux baiser fraternel socialiste son homologue allemand, Erich Honecker

## Bilan
La postérité de Brejnev est paradoxale. Andrea Graziosi dénonce la nomenklatura, la corruption, l'économie stagnante et la diplomatie médiocre. Il pointe également un immobilisme qui atteint le parti : à sa mort, la moyenne d'âge des membres du politburo était de 70 ans, et le comité central était composé à 70 % d'au moins sexagénaires, ce qui fut qualifié de gérontocratie. Gorbatchev ainsi que les cadres réformateurs qualifièrent le règne de Brejnev comme la période de stagnation du pays. Pourtant, Brejnev, d'après plusieurs sondages depuis les années 1990, est souvent considéré par les Russes comme le meilleur dirigeant du pays au XXe siècle. Cette popularité s'explique par la nostalgie de la stabilité, d'une nation avec le statut de superpuissance et des conditions matérielles qui s'améliorent : en 1982 par exemple 80 % des foyers ne vivent plus en logement communautaire. Ce sont des paramètres qui contrastent fortement avec l'effondrement du régime et la situation économique médiocre sous Gorbatchev et Eltsine,. Sans doute ne faut-il jamais prendre au pied de la lettre les déclarations des successeurs d'un dirigeant politique, qui se cherchent une légitimité dans les critiques du prédécesseur. En 1979 dans la New Left Review le dissident soviétique Roy Medvedev soulignait que même sur le plan des libertés les années Brejnev avaient incontestablement constitué des années de progrès. En 1980, à l'occasion du 5e anniversaire des accords d'Helsinki Jean-François Poncet, ministre français des Affaires étrangères, appelait les détracteurs de l'URSS à reconnaître un bilan « nuancé » du fait de réelles avancées en matière de transparence et de liberté de circulation.

## Décorations et honneurs
Brejnev est sans doute l'un des hommes les plus décorés de l'Histoire. Il affichait une quarantaine de décorations à son uniforme. Ce nombre dépasse les 120 en y incluant les décorations étrangères. À sa mort, un inventaire des officiels de l'URSS comptabilise 114 distinctions, ce qui fut a posteriori interprété comme un signe de culte de la personnalité. Son dernier portrait officiel massivement diffusé en tenue de maréchal affiche plusieurs de ses distinctions,,. Il exigea d'avoir plusieurs copies des médailles de l'ordre de Lénine pour les changements de costumes. Les décorations sont auto-attribuées et le népotisme est assez visible. Son culte des récompenses qu'il affiche souvent en public contraste avec ses successeurs, plus discrets alors. Suivant la tradition, plusieurs toponymies, noms d'usines et noms de villes, dont Naberejnye Tchelny furent nommées d'après Brejnev, mais furent rebaptisés quelques années après sa mort.
En 1978, il se fit remettre l'ordre de la Victoire. Cette décoration soviétique, créée en 1943 et qui ne fut plus attribuée après 1945, récompensait les chefs ayant dirigé de grandes opérations militaires lors de la Seconde Guerre mondiale. Mais Brejnev pendant le conflit n'était que commissaire politique avec le grade de colonel, et ne dirigea aucune grande opération militaire. Sur la pression des vétérans de guerre, et après enquête historique sur les faits concernés, Mikhaïl Gorbatchev annula cette décoration en 1989,.

### Distinctions

#### Décorations soviétiques
- Ordre de la Victoire (1978, retiré en 1989)
- Ordre de Lénine, quatre en tant que  Héros de l'Union soviétique et une fois héros du travail socialiste[41]
- Ordre de la Guerre patriotique 1re classe

#### Récompenses soviétiques
- Prix Lénine de Littérature, principalement pour ses mémoires, un panégyrique écrit uniquement par des journalistes prête-noms[44]
- Médaille d'or de la Paix Joliot-Curie[41]
- Prix Dimitrov de la paix et de la coopération entre les peuples[41]
- prix Lénine pour le Renforcement de la Paix et de l'Amitié entre les Peuples[41]
- Carte de presse no 2 de l'Union soviétique (la carte numéro 1 étant réservée à Lénine)[41]

#### Décorations étrangères
- Grand-croix de l'ordre de national du Mérite de la république de Guinée.
- 3 médailles Héros de Bulgarie[39]
- 2 ordre du drapeau hongrois[39]
- Étoile d'or du Vienam[39]
- Étoile de l'amitié des peuples[39]
- 3 Héros de Tchécoslovaquie[39]

## Dans les arts et la culture

### Filmographie

#### Cinéma
- 1977 : Les Soldats de la liberté d'Iouri Ozerov, joué par Evgueni Matveïev.
- 1983 : Octopussy de John Glen, joué par Paul Hardwick.
- 1989 : The Final Days de Richard Pearce, joué par Boris Sichkin.
- 1990 : Rose noire – emblème de la tristesse, rose rouge – emblème de l’amour de Sergueï Soloviov, joué par Yuri Shumilo.
- 1993 : Serye volki d'Igor Gostev, joué par Aleksandr Belyavsky.
- 1995 : Nixon d'Oliver Stone, joué par Boris Sichkin.
- 2005 : Brejnev de Serge Snejkine (ru), joué par Serge Chakourov
- 2006 : Rabbit Over the Void de Tigran Keosayan, joué par Bohdan Stoupka.
- 2009 : Watchmen : Les Gardiens de Zack Snyder, joué par Martin Reiss.
- 2013 : Le Légendaire no 17 de Nikolaï Lebedev, joué par Boris Makarov.
- 2016 : Le Vieux qui ne voulait pas payer l'addition de Felix Herngren et Måns Herngren, joué par Valentin Smirnitski.
- 2017 : 
  - La Mort de Staline d'Armando Iannucci, joué par Gerald Lepkowski
  - The Spacewalker de Dmitri Kisseliov, joué par Valery Grishko.
- 2021 : Tchempion mira d'Alexeï Sidorov, joué par Alexandre Filippenko.
- 2023 : Reagan de Sean McNamara, joué par Robert Davi.

### Télévision

#### Série
- 1983 : Sadat de Richard Michaels, joué par Nehemiah Persoff.
- 2005 : Jean Paul II de John Kent Harrison, joué par Michele Gammino.
- 2024 : Whiskey on the Rocks de Henrik Jansson-Schweizer, joué par Kestutis Stasys Jakstas.

### Littérature

#### Bande dessinée
Il apparaît dans le tome 18 de la série L'Histoire secrète, La Fin de Camelot, au cours d'une discussion à propos de l'assassinat de Kennedy. Il est aussi un protagoniste récurrent de The Manhattan Projects apparaissant comme une créature mutante.